# Vali (hijo de Odín)
Vali es un dios de la mitología nórdica, era hijo de Odín y la gigante Rind, y apenas se le menciona antes de la lucha que precedió al ocaso de los dioses, el Ragnarök. No fue una divinidad popular sino una creación de los escaldos. Se vengó de Höðr poniéndole sobre una hoguera, por haber este dado muerte a Baldr. De hecho el nacimiento de Vali fue profetizado y provocado intencionalmente por Odín para vengar la muerte de su hijo Baldr.
Era además el dios de la luz eterna, y como los rayos de luz eran a menudo llamados flechas, siempre se le representó y veneró como un arquero. Por esta razón, su mes en el calendario noruego se designa con la señal del arco y se le denomina liosberi, el portador de luz. Ya que se sitúa entre mediados de enero y de febrero, los primeros cristianos le dedicaron este mes a San Valentín, que también era un diestro arquero y se decía que, al igual que Vali, era el heraldo de días más brillantes, el despertador de sentimientos tiernos y el patrono de todos los amantes.